# El Ghayra
El Ghayra es una comuna o municipio del departamento de Guerou, en la región de Assaba, en Mauritania. En marzo de 2013 presentaba una población censada de 6444 habitantes.
Se encuentra ubicada al sur del país, sobre el desierto del Sahara, cerca de la frontera con Senegal y Malí.